# Bondola
La bondola es una uva tinta antigua autóctona de cantón del Tesino, al sur de Suiza. Produce vinos con un color intenso y con notas frutales a cerezas rojas y arándanos. Tiene una ligera acidez, un toque vinoso y rústico dado por los taninos y un toque fresco al final. En el cantón de Lucerna también se usa para hacer un vino rosado llamado schillerwein, donde se mezclan uvas blancas y tintas. Además está en un vino llamado nostrano que mezcla diversas variedades de uva, como la barbera, la freisa y la clinton.

## Historia
La bondola fue una vez la uva más habitual de Ticino, al sur de Suiza. La primera constancia documental de esta uva es de un texto de H. R. Shinz de 1785, donde se describe como una variedad muy fina.
La bondola era ampliamente cultivada en la región de Sopracereni, al norte de Ticino. Era especialmente abundante en las áreas de Bellinzona, Biasca y Giornico. No obstante, durante el siglo XX los cultivos de merlot redujeron drásticamente las plantaciones de bondola y de otras variedades locales. En Ticino había solamente 13 hectáreas en 2009.

## Relaciones con otras uvas
Los análisis de ADN han revelado que la bliegler es idéntica a la bondola. La bliegler era una uva de los cantones suizos de Zúrich, Aargau, Lucerna y Bern que ya casi había desaparecido en esos lugares. Los análisis de ADN han demostrado que la bondola y la completer, del cantón de los Grisones, son los padres de las uvas bondoletta y hitzkircher, que son dos uvas suizas minoritarias que a veces se confunden con la bondola.
Hay una uva blanca que recibe el nombre de bondola bianca, pero el viticultor Stefano Haldeman ha demostrado que no tiene ninguna relación con la bondola.

## Viticultura
Se trata de una vid vigorosa, con una producción consistente, de brote temprano o medio y maduración media. Es una vid grande, con uvas de piel fina. Es sensible a la botrytis y a la pudrición del montón.